# Nudzice
Nudzice, Nudycy – średniowieczne plemię słowiańskie zamieszkujące dorzecze rzeki Soławy, dopływu Łaby. Sąsiadowało z innymi małymi plemionami słowiańskimi: Chudzice, Nieletycy, Koledzice, Żyrmunty, Żytyce. Wszystkie te plemiona w X wieku znalazły się pod wpływami niemieckimi. Nie zawsze stosunki z państwem niemieckim układały się właściwie, rejon był bardzo niespokojny i ostatecznie plemiona te i ich tereny zostały wchłonięte przez cesarstwo niemieckie.